# نيكولاس ماكسويل
نيكولاس ماكسويل (بالإنجليزية: Nicholas Maxwell)‏ هو فيلسوف بريطاني، ولد في 3 يوليو 1937.